# Amina Kajtaz

Amina Kajtaz Pinjo  (Mostar, 31. prosinca 1996.) bosanskohercegovačka je i hrvatska plivačica i višestruka rekorderka BiH u raznim disciplinama i kategorijama. Od 2022. godine nastupa za Hrvatsku.
Rođena je 31. prosinca 1996. godine u Mostaru. Potječe iz sportske obitelji, otac Sead Kajtaz bivši je nogometaš Veleža iz Mostara, a majka Maja bivša plivačica. Počela je plivati od svoje šeste godine trenirajući u PK Velež iz Mostara. Na jednom plivačkom mitingu u Sarajevu njen talent primijetio je bivši plivač Borut Petrič, koji je postao njen trener. Na njegov prijedlog, Amina je u svibnju 2014. godine prešla u PK Jug iz Dubrovnika, kako bi imala sve preduvjete za vrhunske rezultate. Od 2016. godine, zajedno sa svojim trenerom Petričem, ponovo je članica PK Velež, a kasnije je prešla u HAPK Mladost Zagreb. Uz plivanje, studirala je nutricionizam i zdravlje na Sveučilištu modernih znanosti „CKM“ u Mostaru.
U svojoj plivačkoj karijeri osvojila je oko 500 medalja na raznim međunarodnim i državnim natjecanjima. Više je puta rušila državne rekorde i to u disciplinama 50, 100 i 200 metara leđno u malom bazenu, 50 i 100 metara leđno u velikom bazenu, 50 i 100 metara delfin u malom bazenu i 50 metara delfin u velikom bazenu.
Nastupila je na Balkanskom prvenstvu, Europskom juniorskom prvenstvu, Europskom seniorskom prvenstvu, a 2015. godine nastupila je na Svjetskom prvenstvu u Kazanu. Natjecala se na Olimpijskim igrama u Rio de Janeiru 2016. godine na 100 metara prsno i nije uspjela napredovati u polufinale, s vremenom 1:01.67 i plasmanom na 35. mjesto.
Od 2025. godine u braku je s glumcem i glazbenikom Farisom Pinjom.